# Jenny Swensen
La Dott.ssa Jennifer (Jenny) Swensen (conosciuta anche come Spitfire e Chrome) è uno dei personaggi della linea editoriale New Universe edita dalla Marvel Comics tra il 1986 e il 1989.

## Biografia

### Spitfire and the Troubleshooters
Dopo la morte del padre, Jenny entra in possesso dell'ipertecnologico esoscheletro MAX da lui creato. Con l'aiuto di alcuni dei suoi più brillanti studenti, assume il nome in codice di Spitfire e usa l'armatura per combattere il crimine.

### The Pitt e D.P.7
Quando Pittsburgh fu distrutta da una gigantesca esplosione nel cosiddetto Evento Nero, l'esercito degli Stati Uniti chiese a Jenny di usare la sua armatura per recarsi sul luogo ed investigare. Scesa nel cratere dell'esplosione, Jenny riuscì a salvare la famiglia Robinson (che tuttavia fu contaminata dai liquami mutageni del pozzo tramutandosi nel mostruoso Famileech) e in seguito David Landers e Jeff Walters (del gruppo D.P.7) a cui si unì dopo il malfunzionamento del suo esoscheletro. Quando l'esercito cattura il gruppetto di Jenny si perdono le tracce finché sul numero 23 di D.P.7 si viene a scoprire che, a causa della sua esposizione alle sostanze del pozzo è mutata, acquisendo una epidermide di metallo organico e un certo grado di superforza. Per questo suo particolare status viene reclutata dalla C.I.A. come agente paranormale insieme a Charly Beck, Stephanie Harrington e Lenore Fenzl. Il gruppo viene mandato in Brasile alla ricerca di una misteriosa arma biologica che si rivelerà essere una creatura originatasi dal Famileech da cui le donne riescono a fuggire per un pelo al prezzo della vita di Lenore.

### New York
Nell'ultima parte della serie, Jennifer e il suo gruppo furono assegnate dalla C.I.A. alla sorveglianza del candidato presidenziale Philip Nolan Voigt. Dopo che il progetto fu interrotto dall'agenzia, la Swensen incontrò un paranormale che si faceva chiamare Capitan  Manhattan e che usava i suoi poteri per combattere il crimine a New York. Affascinata, Jenny assunse il nome di Chrome e divenne la sua spalla. Nel volume finale, un misterioso individuo dimostra di avere il potere di cancellare le mutazioni dei paranormali. Scontenta della sua condizione, seppur dubbiosa, Jenny viene mostrata tra le persone in fila per sottoporsi alla "cura".

## Poteri ed abilità
Inizialmente Jenny era una brillante scienziata senza nessun potere particolare. Indossando l'armartura MAX riusciva a volare ed era dotata di superforza. Dopo la sua esposizione al materiale mutageno del pozzo di Pittsburgh, subisce una mutazione che tramuta la sua pelle in metallo organico e le conferisce una certa superforza.

## Versioni alternative
Nella serie del 2006 New Universal di Warren Ellis e Salvador Larroca il dottor Jenny Swan lavora per il progetto Spitfire cercando di sviluppare un esoscheletro per la lotta ai superumani. Dopo l'Evento Bianco si scoprirà in grado di comunicare con ogni tipo di meccanismo elettronico in quanto entrata in possesso del Cypher, una delle quattro macchine inviate dall'universo perché aiutino il pianeta a effettuare un salto di coscienza.